# Parmotrema matudae
Parmotrema matudae är en lavart som först beskrevs av Kurok., och fick sitt nu gällande namn av Hale ex DePriest & B. W. Hale. Parmotrema matudae ingår i släktet Parmotrema och familjen Parmeliaceae.   Inga underarter finns listade i Catalogue of Life.